# Halenia crumiana
Halenia crumiana är en gentianaväxtart som beskrevs av R.L. Wilbur. Halenia crumiana ingår i släktet Halenia och familjen gentianaväxter. Inga underarter finns listade i Catalogue of Life.